# Āhakchāl-e Pā'īn
Āhakchāl-e Pā'īn (persiska: Āhak Chāl, آهک چال, آهک چال پائين, آهکچال پائين) är en ort i Iran.   Den ligger i provinsen Mazandaran, i den norra delen av landet, 140 km norr om huvudstaden Teheran. Āhakchāl-e Pā'īn ligger 328 meter över havet och antalet invånare är 144.
Terrängen runt Āhakchāl-e Pā'īn är varierad.Runt Āhakchāl-e Pā'īn är det ganska tätbefolkat, med 116 invånare per kvadratkilometer. Närmaste större samhälle är Tonekābon, 11,2 km öster om Āhakchāl-e Pā'īn. I omgivningarna runt Āhakchāl-e Pā'īn växer i huvudsak blandskog.